# John Cornforth
John Warcup Cornforth, Jr. AC, CBE, FRS (Sydney, 7 de setembro de 1917 — 8 de dezembro de 2013) foi um químico australiano, surdo desde a adolescência, devido a otosclerose.

## Carreira
Entrou no campo da química orgânica na Universidade de Sydney, onde conheceu sua esposa Rita. Juntos mudaram-se para Oxford, onde influenciaram profundamente no estudo da penicilina durante a guerra. Recebeu o Nobel de Química de 1975, juntamente com Vladimir Prelog, por seu trabalho na estereoquímica das reações de catálise das enzimas. Foi nomeado cavaleiro em 1977.
Cornforth foi membro da Royal Society e seguiu ativamente na pesquisa química na Universidade de Sussex. Em 1975 foi condecorado com o prêmio Australiano do Ano.
Conjuntamente com Vladimir Prelog, recebeu o Prêmio Nobel de Química de 1975 devido ao seu trabalho sobre a estereoquímica de reações catalisadas por enzimas.